# Wagner Fernando Velloso
Wagner Fernando Velloso, noto come Velloso (Araras, 22 settembre 1968), è un allenatore di calcio ed ex calciatore brasiliano, di ruolo portiere.

## Caratteristiche tecniche
Giocava come portiere. Possedeva un buon tempismo nelle uscite e un marcato senso della posizione.

## Carriera

### Club
Velloso debuttò nel Palmeiras a ventuno anni, quando diventò titolare dopo gli infortuni del titolare Zetti e del secondo Ivan; da lì mantenne il posto da titolare per tutto il resto del suo periodo al Verdão, tranne che nel 1993, quando fu riserva di Sérgio e durante i prestiti all'União São João e al Santos.
Nel 1999, cedette il posto da titolare a Marcos, e dopo un'estenuante trattativa per il rinnovo del contratto, decise di lasciare la squadra per accasarsi all'Atlético Mineiro, dove aveva il compito di sostituire Taffarel passato al Galatasaray. Con l'Atlético fu vicecampione brasiliano nel 1999 e campione statale nel 2000. Nel 2005 firmò con l'Atlético Sorocaba, ma si infortunò dopo tre partite e decise di ritirarsi.

### Allenatore
Dopo il ritiro, ha allenato América-SP, Grêmio Catanduvense, e Paraná, venendo sostituito però alla guida di quest'ultimo club dall'ex compagno di squadra Zetti.

## Palmarès

### Giocatore

#### Comprtizioni statali
- Campionato paulista: 2

Palmeiras: 1994, 1996
- Campionato Mineiro: 1

Atlético-MG: 2000

#### Competizioni nazionali
- Campionato brasiliano: 1

Palmeiras: 1994
- Coppa del Brasile: 1

Palmeiras: 1998

#### Competizioni internazionali
- Coppa Mercosur: 1

Palmeiras: 1998
- Coppa Libertadores: 1

Palmeiras: 1999